# پنج بچه و آن (مجموعه تلویزیونی ۱۹۹۱)
پنج بچه و آن یا پنج بچه و شنی (به انگلیسی: Five Children and It) مجموعه تلویزیونی محصول سال ۱۹۹۱ و به کارگردانی مارلین فاکس است. در این مجموعه تلویزیونی بازیگرانی همچون سایمون گادوین، نیکول مووات، چارلز ریچاردز، تمزن اوداس، پنی مورل و اندی نایمن ایفای نقش کرده‌اند. این مجموعه بر اساس کتاب پنج بچه و آن نوشته ادیت نسبیت ساخته شده است.